# Centrum Kształcenia Zawodowego i Ustawicznego w Prudniku
Centrum Kształcenia Zawodowego i Ustawicznego w Prudniku – zespół szkół w Prudniku, z siedzibą przy ul. Prężyńskiej 3-5-7 (daw. Podgórna 5). W skład zespołu wchodzi Technikum nr 1, II Liceum Ogólnokształcące dla Dorosłych, Branżowa Szkoła I Stopnia nr 1 i Szkoła Policealna nr 1.

## Historia

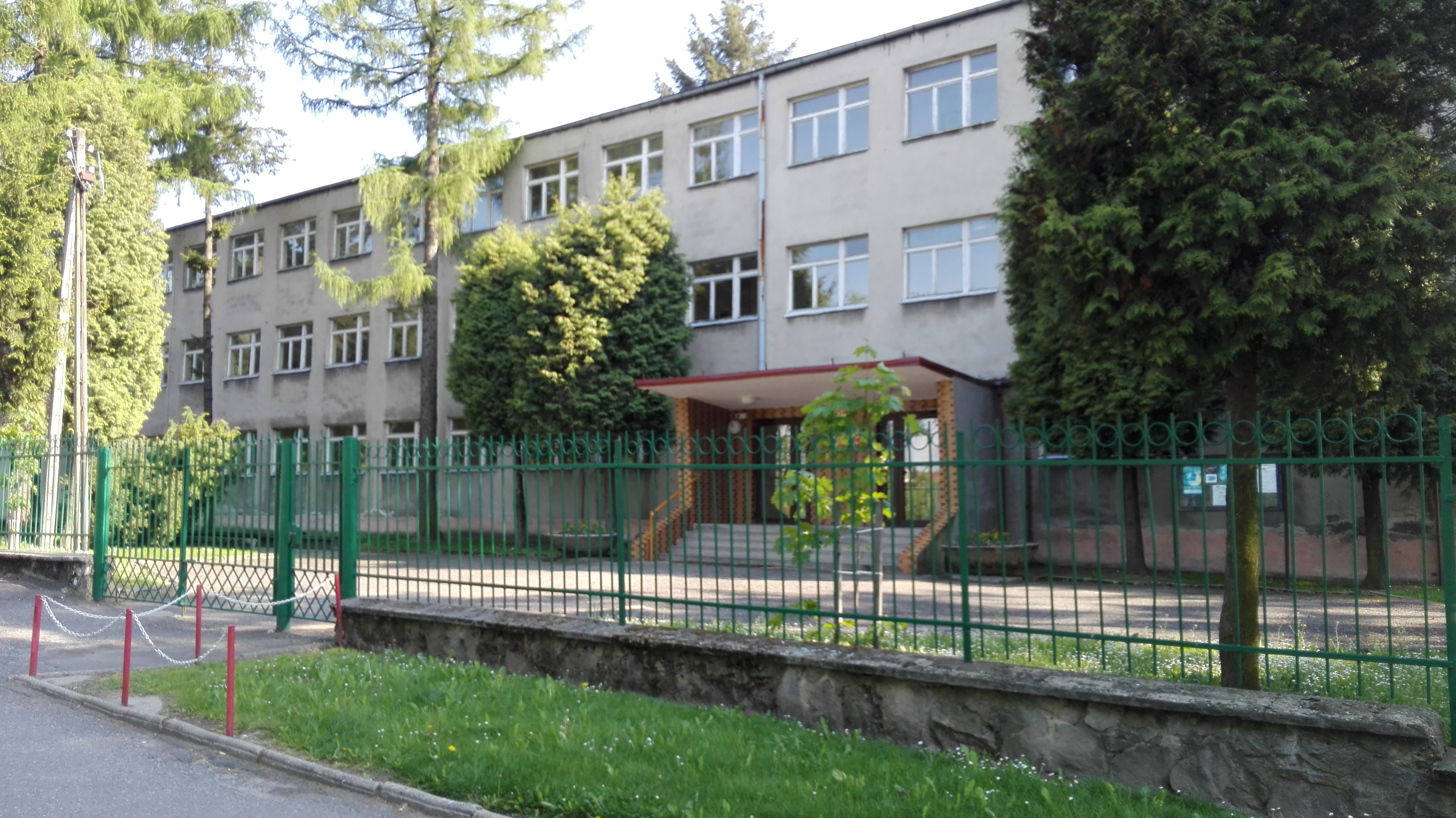
Budynek przy ul. Podgórnej 5, do 2022 siedziba CKZiU

Szkoła powstała we wrześniu 1946 roku, co czyni ją jedną z najstarszych szkół w mieście.
W 2004 roku włączono do niej Zespół Szkół Zawodowych nr 2 z ul. Prężyńskiej, która niegdyś należała do Zakładów Przemysłu Bawełnianego „Frotex”. 31 sierpnia 2013 włączono do niej Zespół Szkół w Białej.
Od 2016 szkoła jest głównym organizatorem Powiatowego Konkursu Gwary Śląskiej w Prudniku.
Partnerską szkołą CKZiU jest Średnia Przemysłowa Szkoła i Akademia Biznesu w Bruntálu (Střední průmyslová škola a Obchodní akademi w Bruntálu) w Czechach.
Od 27 maja 2019 roku szkoła współpracuje z Państwową Wyższą Szkołą Zawodową w Nysie i Zespołem Szkół w Głogówku.
26 sierpnia 2022 Rada Powiatu Prudnickiego podjęła decyzję o przeniesieniu szkół wchodzących w skład CKZiU do budynków przy ul. Prężyńskiej 3-5-7 (administracja, szkoła branżowa i szkoła policealna) oraz Kościuszki 55 (technikum i liceum).

## Kierunki kształcenia
Technikum
- Technik informatyk
- Technik mechanik
- Technik usług fryzjerskich
- Technik teleinformatyk
- Technik handlowiec

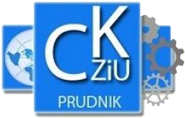
Logo szkoły

- Technik grafiki i poligrafii cyfrowej

Szkoła branżowa
- Tapicer (patronacka klasa Steinpol Central Services)
- Kierowca mechanik (patronacka klasa Opolskiego Zrzeszenia Przewoźników Drogowych)
- Monter sieci i urządzeń telekomunikacyjnych (patronacka klasa Internet Serwis Wojciech Bandurowski)
- Monter nawierzchni kolejowej (patronacka klasa Stowarzyszenia Miłośników Kolei w Racławicach Śląskich)
- Klasy wielozawodowe (np. sprzedawca, magazynier-logistyk, mechanik pojazdów samochodowych, cukernik, piekarz, murarz, elektryk, krawiec, drukarz, monter instalacji i urządzeń sanitarnych)

## Rankingi
W ostatnich latach technikum CKZiU zajmowało następujące miejsca w rankingach miesięcznika Perspektywy:
- 2015: 300+ miejsce w kraju, 21. miejsce w woj. opolskim[9]
- 2020: 500+ miejsce w kraju, 33. miejsce w woj. opolskim[10]
- 2021: 500+ miejsce w kraju, 36. miejsce w woj. opolskim[11]
- 2022: 500+ miejsce w kraju, 34. miejsce w woj. opolskim[12]
- 2023: 500+ miejsce w kraju, 34. miejsce w woj. opolskim[13]
- 2024: 500+ miejsce w kraju, 32. miejsce w woj. opolskim[14]

## Absolwenci
- Helmut Foreiter, piłkarz[15]
- Krzysztof Szafrański, kolarz